# Musculus svecicus
Musculus svecicus is een tweekleppigensoort uit de familie van de Mytilidae. De wetenschappelijke naam van de soort is voor het eerst geldig gepubliceerd in 1788 door Fabricius.